# Aeroportul Novgorod
Aeroportul Novgorod (IATA: NVR, ICAO: ULNN) este un aeroport din Regiunea Novgorod, Rusia ce deservește zona Veliki Novgorod.
Situat la o altitudine de 26 m, aeroportul dispune de o singură pistă.